# Arabibarbus
Arabibarbus ist eine artenarme Gattung aus der Familie der Karpfenfische (Cyprinidae). Sie kommt im Süden der arabischen Halbinsel, im Einzugsbereich von Euphrat und Tigris in Syrien und Irak, in den Flüssen des südlichen Iran und möglicherweise auch im Orontes vor.
Arabibarbus ist die Schwestergattung von Carasobarbus und auch mit den Gattungen Labeobarbus, Mesopotamichthys und Pterocapoeta nah verwandt.

## Merkmale
Arabibarbus-Arten sind mittelgroße bis große Karpfenfische mit Standardlängen von 20 cm bis 1,5 m. Ihr Körper ist langgestreckt und seitlich mehr oder weniger stark abgeflacht. Die Kopflänge liegt bei 20 bis 32,5 % der Standardlänge. Charakteristisch für die Gattung sind zwei Bartelpaare, ein glatter, verknöcherter erster Rückenflossenstrahl, acht verzweigte Flossenstrahlen in der Rückenflosse und fünf verzweigte Flossenstrahlen in der Afterflosse, sowie kräftige, schildartige Schuppen mit zahlreichen, parallel verlaufenden Radii. Die Schlundzähne haben höckige Spitzen.
- Flossenformel: Dorsale 10-13, Anale 7-10.
- Schuppenformel: SL 29-44

## Arten
- Arabibarbus arabicus (Trewavas, 1941), Wadis im Südwesten der arabischen Halbinsel.
- Arabibarbus grypus (Heckel, 1843), Einzugsbereich von Euphrat und Tigris, Flüsse des südlichen Iran und möglicherweise auch im Orontes.
- Arabibarbus hadhrami Borkenhagen, 2014, (Typusart) Wadi Hadhramaut und Wadi al Masila im Jemen.